# Краткая баварская хроника
Краткая баварская хроника лат. Breve chronicon Bavaricum — написанное на латинском языке небольшое сочинение по истории герцогства Бавария. Охватывает период с 1412 по 1454 гг.

## Издания
- Breve chronicon Bavaricum // Scriptores Rerum Austriacarum. Tomus II. Leipzig. 1725.

## Переводы на русский язык
- Краткая баварская хроника в переводе И. М. Дьяконова на сайте Восточной литературы